# Janelle Parks
Janelle Parks (nascida em 1 de agosto de 1962) é uma ex-ciclista olímpica estadunidense. Representou sua nação na prova de corrida em estrada nos Jogos Olímpicos de Verão de 1984.